# João Soares de Almeida Filho
João Soares de Almeida Filho, detto Joãozinho (Belo Horizonte, 15 febbraio 1954), è un ex calciatore brasiliano.

## Caratteristiche tecniche
Giocava come attaccante.

## Carriera

### Club
Debuttò nel 1973 con il Cruzeiro, dove giocò per la maggior parte della sua carriera; nella finale della Coppa Libertadores 1976, vinta dal Cruzeiro, segnò il terzo gol contro il River Plate, ingannando il portiere grazie alla collaborazione di Nelinho e Palhinha. Con la maglia del club di Belo Horizonte giocò 482 volte e segnò 116 gol.
Uno attaccante fuoriclasse nella sua epoca, il cui dribbling in alta velocità era la sua caratteristica principale, così lo chiamarono "il ballerino" o "John Travolta".

### Nazionale
Con la Nazionale di calcio del Brasile giocò 4 partite dal 1975 al 1979.

## Palmarès

### Club

#### Competizioni nazionali
- Campionato Mineiro: 5

Cruzeiro: 1973, 1974, 1975, 1977, 1984
- Campionato Gaúcho: 1

Internacional: 1982, 1983

#### Competizioni internazionali
- Coppa Libertadores: 1

Cruzeiro: 1976

### Individuale
- Bola de Prata: 1

1979